# طوماس نورستروم
طوماس نورستروم (بالسويدية: Tomas Norström)‏ هو مخرج وممثل سويدي، ولد في 23 مايو 1956 بسودرتاليا في السويد.

## وصلات خارجية
- طوماس نورستروم على موقع IMDb (الإنجليزية)
- طوماس نورستروم على موقع ألو سيني (الفرنسية)
- طوماس نورستروم على موقع ألو سيني (الفرنسية)
- طوماس نورستروم على موقع ميوزك برينز (الإنجليزية)
- طوماس نورستروم على موقع أول موفي (الإنجليزية)
- طوماس نورستروم على موقع قاعدة بيانات الأفلام السويدية (السويدية)
- طوماس نورستروم على موقع ديسكوغز (الإنجليزية)
- طوماس نورستروم على موقع قاعدة بيانات الفيلم (الإنجليزية)
- طوماس نورستروم على موقع كينوبويسك (الروسية)